# Governatorato di Gerusalemme
Il governatorato di Gerusalemme (محافظة القدس) è uno dei sedici governatorati dello Stato di Palestina, in Cisgiordania.

## Geografia
Il territorio del governatorato non è controllato interamente dall'ANP e vi sono presenti numerose colonie israeliane. Il capoluogo è Gerusalemme Est, attualmente occupata da Israele. L'area totale del governatorato è di 331,6 km2. Adnan al-Husayni, è stato designato governatore di Gerusalemme nel 2008.
Secondo il Palestinian Central Bureau of Statistics, il governatorato aveva una popolazione di 429 500 residenti nel 2005, che include il 10,5% dei palestinesi che vivono nei Territori palestinesi.

## Geografia antropica

### Città
- Abu Dis
- al-Eizariya (Nuova Gerusalemme Est)
- ar-Ram

### Municipalità
- Biddu
- Beit 'Anan
- Bir Nabala
- Hizma
- Kafr Aqab
- Qatanna

### Consigli di villaggio
- 'Anata
- Arab al-Jahalin
- Beit 'Anan
- Beit Duqqu
- Beit Hanina
- Beit Iksa
- Beit Sirik
- Jaba'
- al-Jib
- al-Judeira
- Kalandia
- Mikhmas
- Rafat
- as-Sawahira ash Sharqiya
- az-Za'ayyem

### Campi profughi
- Kalandia
- Shuafat